# Семенцево (Московская область)
Семенцево — деревня в Сергиево-Посадском районе Московской области России, входит в состав городского поселения Богородское.

## Население
| 1835 | 1850 | 1857 | 1859 | 1895 | 1905 | 1926 | 2002 |
| ---- | ---- | ---- | ---- | ---- | ---- | ---- | ---- |
| 112  | →112 | ↘105 | ↗116 | ↗121 | ↗125 | ↗135 | ↘11  |
| 2006 | 2010 |      |      |      |      |      |      |
| ↗18  | ↘17  |      |      |      |      |      |      |

## География
Деревня Семенцево расположена на севере Московской области, в восточной части Сергиево-Посадского района, примерно в 71 км к северу от Московской кольцевой автодороги и 19 км к северу от станции Сергиев Посад Ярославского направления Московской железной дороги, по левому берегу реки Куньи и образованного на ней водохранилища Загорской ГАЭС.
В 10 км восточнее деревни проходит Ярославское шоссе М8, в 11 км к югу — Московское большое кольцо А108, в 33 км к западу — автодорога Р112. Ближайшие населённые пункты — село Выпуково, деревни Григорово и Язвицы.

## История
В «Списке населённых мест» 1862 года — владельческая деревня 2-го стана Александровского уезда Владимирской губернии по правую сторону Никольского просёлочного тракта от Никольского перевоза через реку Дубну в город Александров, в 35 верстах от уездного города и 15 верстах от становой квартиры, при речке Кунье, с 9 дворами и 116 жителями (56 мужчин, 60 женщин).
По данным на 1895 год — деревня Рогачёвской волости Александровского уезда со 121 жителем (65 мужчин, 56 женщин). Основным промыслом населения являлось хлебопашество, в зимнее время женщины и подростки занимались размоткой шёлка и клеением гильз, 37 человек уезжали в качестве прислуги и фабричных рабочих на отхожий промысел в Москву.
По материалам Всесоюзной переписи населения 1926 года — деревня Язвицкого сельсовета Рогачёвской волости Сергиевского уезда Московской губернии в 9,6 км от Ярославского шоссе и 26,7 км от станции Сергиево Северной железной дороги; проживало 135 человек (62 мужчины, 73 женщины), насчитывалось 30 хозяйств (29 крестьянских).
С 1929 года — населённый пункт Московской области в составе:
- Язвицкого сельсовета Сергиевского района (1929—1930)[13],
- Язвицкого сельсовета Загорского района (1930—1935)[14],
- рабочего посёлка при заводе № 11, административное подчинение (1935—1939)[15],
- Выпуковского сельсовета Загорского района (1939—1963, 1965—1984)[15][16][17],
- Выпуковского сельсовета Мытищинского укрупнённого сельского района (1963—1965)[18],
- рабочего посёлка Богородское Загорского района, административное подчинение (1984—1991)[16],
- рабочего посёлка Богородское Сергиево-Посадского района, административное подчинение (1991—2006)[16],
- городского поселения Богородское Сергиево-Посадского района (2006 — н. в.)[19].